# Bertel Thorvaldsens Plads
Bertel Thorvaldsens Plads er en plads på Slotsholmen i København opkaldt efter billedhuggeren Bertel Thorvaldsen. Pladsen ligger mellem Thorvaldsens Museum, Christiansborg Slots ridehus og Slotsholmskanalen.

## Historie
Da Thorvaldsens Museum blev opført i 1848, tegnede dets arkitekt Michael Gottlieb Bindesbøll også et projekt til pladsen foran museet. Inspireret af Altes Museum, som han havde set under et besøg i Berlin i 1824, forestillede han sig en rund stenkumme fyldt med vand foran museet. En anden inspirationskilde var antikkens bassiner, som han havde set i Rom. Bindesbølls projekt omfattede også en kopi af Bertel Thorvaldsens selvportrætstatue og bænke. Resten af pladsen skulle forblive tom. Bindesbølls projekt blev aldrig udført og i stedet blev pladsen anlagt med en græsplæne og bøgetræer.
I 2001 blev pladsen nyindrettet af landskabsarkitekt Torben Schønherr.

## Bertel Thorvaldsens Plads i dag
Pladsen er brolagt med store brosten, og et enkeltstående træ og et rundt vassinbassin er dens eneste udsmykning. Bassinet er udført af Jørn Larsen og har en diameter på 16 meter og et geometrisk mønster typisk for Jørn Larsens stil.
Pladsen anvendes nogle gange til markeder arrangeret af Thorvaldsens Museum.